# Випадкові пасажири
«Випадкові пасажири» (рос. «Случайные пассажиры») — радянський художній фільм 1978 року, знятий режисером Михайлом Ордовським на кіностудії «Ленфільм».

## Сюжет
Шофер Іван Жаплов — людина жорстка, замкнена, позбавлена емоцій, скупа, не соромиться «лівого» заробітку. Але одного разу герой у ранковому тумані ледь не налітає на машину, що потрапила в аварію, і виявляє в її кузові юну виховательку дитячого будинку з дітьми, що змерзли за ніч. Цей випадок несподівано відкриває у його характері зовсім інші риси: увага, співчуття та готовність допомогти знедоленим дітям.

## У ролях
- Володимир Гостюхін — Іван Жаплов, шофер ЗІЛка
- Лариса Гребенщикова — Капа, Капітоліна Іванівна, вихователька дитбудинку
- Зінаїда Шарко — Камелія Миколаївна
- Микола Гринько — Єлизарич
- Наталія Леонтьєва — Наталія Леонова
- Ніна Вахітова — Ніна
- Тетяна Волхонська — Таня
- Вєда Ткаченко — Вєда
- Марина Алексєєва — Марина
- Ігор Пчелін — Ігор
- Олексій Стєпін — Альоша
- В'ячеслав Яковлєв — Слава
- Олександр Харашкевич — Саня Третьяков
- Олег Анофрієв — старший сержант, інспектор ДАІ (озвучив Олександр Дем'яненко)
- Олександр Крюков — епізод
- Катерина Мелентьєва — дружина Єлизарича
- Олександр Соколов — лікар
- Любов Тищенко — Настюха
- Леонід Харитонов — попутник з комбікормом
- Володимир Юр'єв — шофер

## Знімальна група
- Режисер — Михайло Ордовський
- Сценарист — Юрій Сбітнєв
- Оператор — Володимир Бурикін
- Композитор — Вадим Біберган
- Художник — Борис Бурмістров